# Noord-Jutland (provincie)
Nordjyllands Amt (provincie Noord-Jutland) was een provincie van Denemarken. De oppervlakte bedroeg in 2005 6173,38 km². De provincie telde 495.068 inwoners waarvan 247.513 mannen en 247.555 vrouwen (cijfers 2005). Noord-Jutland telde in juni 2005 19.521 werklozen. Er waren 170.719 auto's geregistreerd in 2004. Noord-Jutland was de grootste provincie van Denemarken.
Op 1 januari 2007 werden de provincies afgeschaft in Denemarken. Noord-Jutland is nu deel van de nieuwe regio Noord-Jutland.

## Gemeenten
| - Aabybro - Aalborg - Aars - Arden - Brønderslev - Brovst - Dronninglund - Farsø - Fjerritslev - Frederikshavn - Hadsund - Hals - Hirtshals - Hjørring | - Hobro - Læsø - Løgstør - Løkken-Vrå - Nibe - Nørager - Pandrup - Sæby - Sejlflod - Sindal - Skagen - Skørping - Støvring |

Hoofdstad (Inclusief Bornholm) · Midden-Jutland · Noord-Jutland · Seeland · Zuid-Denemarken

Tot 2007: Aarhus · Bornholm · Frederiksborg · Funen · Kopenhagen · Noord-Jutland · Ribe · Ringkjøbing · Roskilde · Storstrøm · Vejle · Vestsjælland · Viborg · Zuid-Jutland 